# Luisa Ortega Díaz

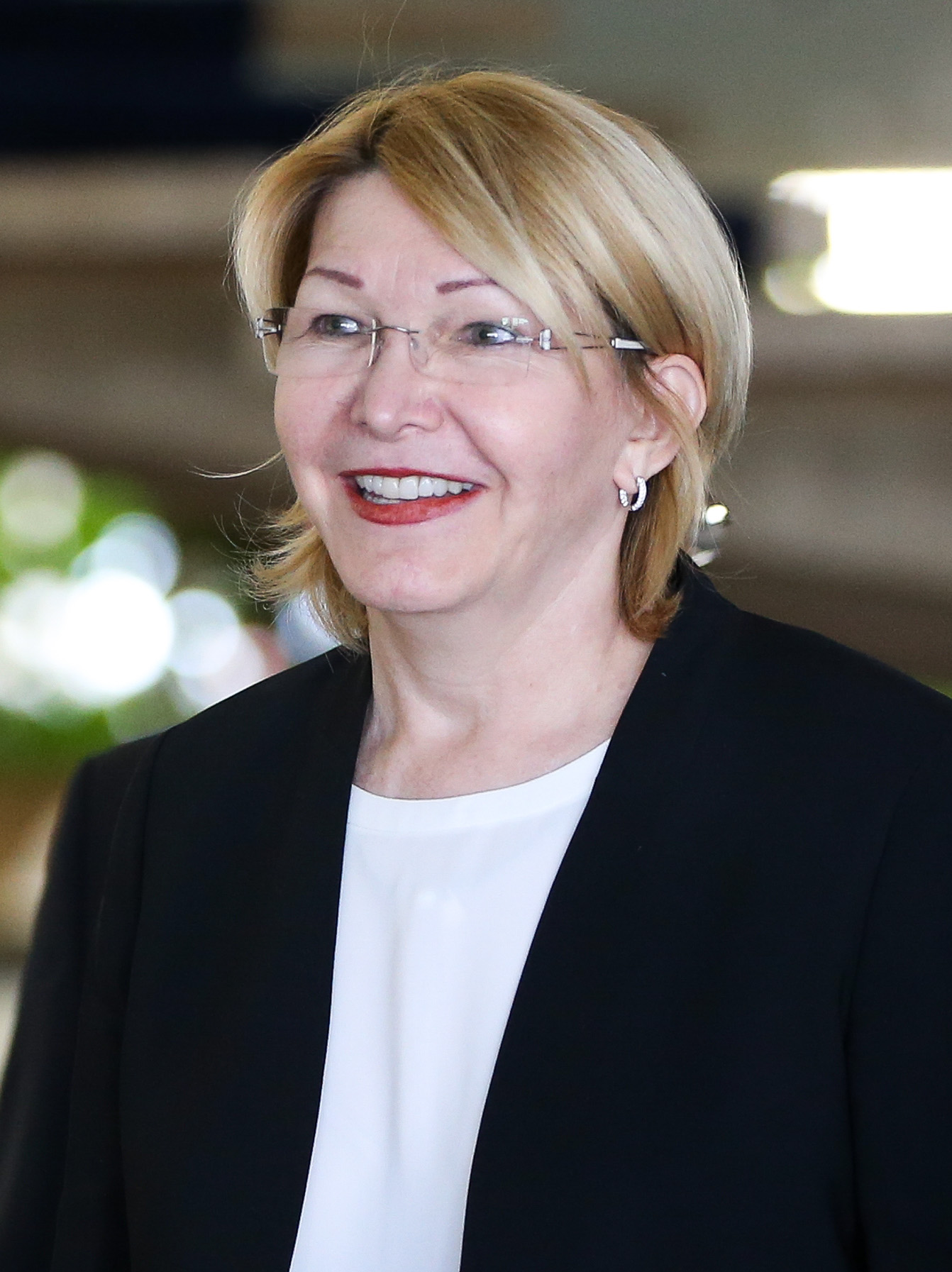
Luisa Ortega Díaz (2017)

Luisa Marvelia Ortega Díaz (* 11. Januar 1958 in Valle de la Pascua) ist eine venezolanische Juristin. Sie war von 2007 bis 2017 Generalstaatsanwältin.

## Karriere
Ortega Díaz studierte Jurisprudenz an der Universidad de Carabobo in Caracas und spezialisierte sich an der Universidad Santa María auf Straf- und an der Universidad Católica Andrés Bello im Prozessrecht. Im Jahr 2002 trat sie in die Staatsanwaltschaft der Metropolitanregion Caracas ein. Danach erlangte sie bundesweite Zuständigkeit und stieg 2007 als Nachfolgerin von Isaías Rodríguez zur Generalstaatsanwältin auf.
Unter anderem führte sie Untersuchungen zu Bestechungsgeldern des Baukonzerns Odebrecht. Ab 23. August 2017 war sie in Brasilien, um an einem Gipfel von Staatsanwälten der Mercosur-Staaten auch über Odebrecht-Bestechungsgelder in Venezuela zu sprechen.
Laut dem US-Justizministerium gestanden Odebrecht-Vertreter 2016, in 16 Jahren Bestechungsgelder von einer Milliarde US-Dollar in 12 Ländern für Verträge für Großprojekte gezahlt zu haben.
Luisa Ortega Díaz war bis zu ihrer Flucht nach Kolumbien Mitglied des venezolanischen nationalen Menschenrechtsrats.

### Widerstand gegen verfassungswidrige Handlungen der Regierung Maduro
Im Frühjahr 2017 wurde sie weltweit bekannt, als sie als bekennende Chavistin die Art der Ernennung der Richter des Obersten Gerichtshofes (Tribunal Supremo de Justicia de Venezuela) widerrechtlich nannte. Die Ausschaltung des Parlamentes und andere Urteile des Obersten Gerichts nannte sie verfassungswidrig. Im Juni 2017 kritisierte sie den Plan, eine „Verfassungsgebende Versammlung“ einzuberufen, welche das Parlament entmachten könne, und rief Ende Juli die Bürger auf, sich an Protesten gegen die Wahl dieser Versammlung zu beteiligen. Díaz ermittelte ab August 2017 gegen die Regierung wegen Wahlbetrugs bei der Wahl dieser Versammlung.
Seit Frühjahr 2017 äußerten regierungsnahe Politiker in staatlichen Medien scharfe Kritik an Ortega, die nur vom Parlament abgesetzt werden kann. Das Oberste Gericht erließ Anfang Juli 2017 eine Ausreisesperre gegen Ortega und fror ihre Bankkonten ein. Am 5. August 2017 wurde Ortega, obwohl ihre Amtszeit erst 2021 enden sollte, auf Antrag des Obersten Gerichtshofs durch die verfassungswidrig eingesetzte verfassunggebende Versammlung ihres Amtes enthoben. Das verfassungsgemäß gewählte Parlament stimmte einstimmig gegen diese Absetzung.
Ihr Nachfolger, Generalstaatsanwalt Tarek William Saab, nannte Luisa Ortega die «intellektuelle Autorin» von 123 Toten, welche die Unruhen forderten. Gegen ihren Ehemann, Germán Ferrer, einen ebenfalls dissidenten Abgeordneten der Sozialistischen Partei, wurde ein Verfahren wegen eines angeblichen Erpressernetzwerks angestrengt. Ihr Haus wurde vom Geheimdienst durchsucht.
Am 18. August 2017 flüchtete Luisa Ortega mit ihrem Mann Germán Ferrer, einer Mitarbeiterin Ortegas und dem früheren Antikorruptionsanwalt Arturo Vilar Esteves nach Kolumbien. Von der Halbinsel Paraguaná gelangten sie in einem Schnellboot in das 27 Kilometer entfernte Aruba. Vom Flughafen Aruba brachte sie ein kolumbianisches Charterflugzeug zum Flughafen Bogotá. Dort beantragten sie bei der Migrationsbehörde politisches Asyl. Auch Brasilien bot Ortega politisches Asyl an.
Sie erklärte im Oktober 2017, ihr lägen genug Beweise vor für Tötungen und Menschenrechtsverletzungen, die Präsident Maduro vor den internationalen Strafgerichtshof bringen könnten. Sie habe keine politische Ambition. Sie wolle nur Gerechtigkeit und die Gewaltenteilung in Venezuela wieder herstellen. Ihre Behörde hätte über 1000 Beweise für Menschenrechtsverletzungen durch Maduro, den Verteidigungsminister, den Innenminister und den Direktor der Politischen Polizei. Die Rede war zudem von außergerichtlichen Hinrichtungen. Solche beklagte auch Amnesty International im Rahmen von laut Regierung angeblich bewährter „Kriminalitätsbekämpfung“.
Dass Maduro den Amtseid für die umstrittene zweite Amtszeit im Januar 2019 nicht vor dem Parlament ablegte, sondern vor dem ihm loyalen Obersten Gericht, nannte Ortega „verfassungswidrig“.
Im April 2021 gestand der Geschäftsmann Carlos Urbano Fermin vor einem Gericht in den USA, rund 1 Million US-Dollar an Konten von Luisa Ortega überwiesen zu haben, darunter 100.000 US-Dollar an eine Bank in Coral Gables bei Miami. Dafür habe er die Zusage erhalten, dass strafrechtliche Ermittlungen gegen ihn unterbleiben, da seine Unternehmen von 2012 bis 2016 Großaufträge von drei Joint Ventures erhielten, an denen Unternehmen aus China, Russland und Frankreich beteiligt sind. Anfang 2017 ließ Luisa Ortega diese Auftragsvergaben zur Förderung der weltgrößten Rohölreserven untersuchen. In Venezuela wurde er nie strafrechtlich belangt, solange Luisa Ortega Generalstaatsanwalt war.